# Hans Peter Larsen (politiker)
 Der er flere personer med dette navn, se H.P. Larsen.
Hans Peter Lauritz Larsen (født 12. november 1823 i Horsens, død 5. september 1891) var en dansk politiker og landøkonom.
H.P. Larsen var søn af fuldmægtig på borgmesterkontoret, senere brygger, Peter L. Larsen og Mette Kirstine f. Broe. Larsen gennemgik fødebyens borgerskole, kom derefter til landvæsenet og forpagtede 1854 Søborggård i Gladsaxe Sogn. Han ejede denne gård 1863-69, derefter Pilegården i Brøndbyøster Sogn 1869-73 og boede derefter indtil sin død på Frederiksberg. Larsens praktiske sans, klare forretningsblik, arbejdsevne og arbejdsvilje førte ham frem til at øve en ikke ringe indflydelse i det offentlige liv og i forskellige med landbrugets interesser beslægtede sider af forretningslivet. Han var således landvæsenskommissær fra 1868 til sin død, medlem af Landmandsbankens bankråd og delegation fra bankens stiftelse 1871 til sin død og var en virksom kraft for denne bank, i en årrække overbestyrer af De Danske Sukkerfabrikkers avlsbrug, formand for taksationskommissionerne angånde grundafståelser til jernbaner på Sjælland og Lolland-Falster fra 1862, indtil han nogle år før sin død trak sig tilbage, og fungerede derefter som opmand ved disse, formand for Overformynderiets lånebestyrelse for Københavns Amtsrådskreds, landbrugskyndig konsulent med hensyn til udlånssager for Sparekassen for Kjøbenhavn og Omegn og De Spannjerske Legater, administrerende direktør i Sjællands Stifts Brandforsikring i en årrække og bestyrelsesmedlem i forskellige aktieselskaber.
Medlem af Københavns Amtsråd var Larsen fra 1865, medlem af Landstinget fra 1866 til sin død. Som rigsdagsmand hørte Larsen til de mænd, af hvilke enhver folkerepræsentation har nogle og måtte ønske at have endnu flere: sådanne, der yderst sjældent holder taler og derfor kun er lidet kendte af det store publikum, men som uden for arenaen med indsigt og flid tager det reelle arbejde op og af deres værkfæller betragtes som støtter i den fælles gerning. Han, der var udpræget konservativ af grundanskuelse, var medlem af mange vigtige udvalg, deriblandt også Landstingets Finansudvalg, og fra 1887 medlem af Rigsretten. Også i bestyrelsen for Landstingets Højre havde han sæde så vel som i repræsentantskabet for Højres organisation uden for Rigsdagen.
Han ægtede 3. november 1854 Emma Pouline Sophie Berg (9. april 1824 – 18. november 1886), datter af købmand i Rønne Poul Berg og Sophie f. Munch. Larsen, der 1889 udnævntes til etatsråd, døde 5. september 1891. Ved sit testamente oprettede han et legat på 100.000 kr. til fordel for trængende af middelstanden i Københavns Amtsrådskreds.